# Uroptychus longioculus
Uroptychus longioculus is een tienpotigensoort uit de familie van de Chirostylidae. De wetenschappelijke naam van de soort is voor het eerst geldig gepubliceerd in 1990 door Baba.